# Josef Grafl (Gewichtheber)

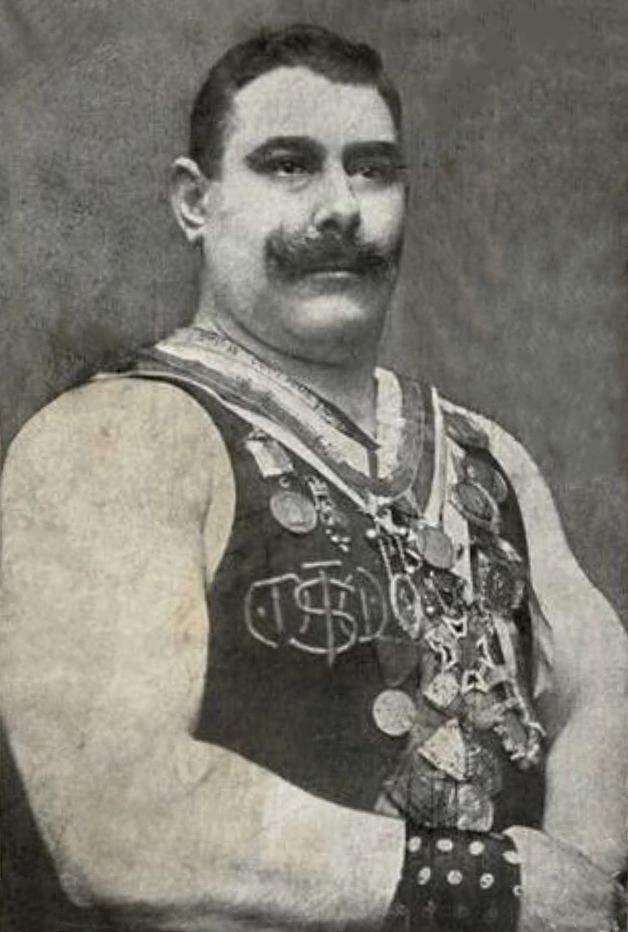
Josef Grafl

Josef Grafl (* 19. April 1872; † 13. November 1915 in Tribuswinkel) war ein österreichischer Gewichtheber. Er war mehrfacher Weltmeister im Schwergewicht und einer der Pioniere des modernen Gewichthebens.

## Werdegang
Josef Grafl wuchs in Wien auf und befasste sich seit früher Jugend mit der Schwerathletik (Ringen und Gewichtheben). Er war aber schon über 30 Jahre alt, als er im Gewichtheben Leistungen brachte, die ihn zum vielfachen Welt- und Europameister werden ließen. Josef Grafl wog ca. 115 kg und startete deshalb immer im Schwergewicht, das damals schon bei 80 kg bzw. 85 kg begann. Beim Gewichtheben in jener Zeit kam es dabei weniger auf die Technik als vielmehr auf Kraft an. So war es zeitweise sogar verboten, beim Reißen und beim Umsetzen die Beinstellung zu verändern (Ausfall, Hocke). Es wurden ein- und beidarmige Übungen durchgeführt. Es gab ferner kein freies Umsetzen, sondern es wurde in mehreren Tempis umgesetzt. Im Gegensatz zu heute, wo es beim Gewichtheben nur mehr einen Zweikampf (beidarmiges Reißen und Stoßen) gibt, gab es damals vielfältige Zusammenstellungen bei den Wettkämpfen. Dies ging vom Drei- bis zum Zehnkampf.
Die Höchstleistungen von Josef Grafl sollen im beidarmigen Drücken bei 142,5 kg und im beidarmigen Stoßen bei 175 kg gelegen haben. Im beidarmigen Reißen hielt er den österreichischen Rekord mit 117 kg bis in das Jahr 1936. Erst in diesem Jahr wurde er von Josef Zeman übertroffen.
Im Jahre 1904 beteiligte sich Josef Grafl erstmals bei einer internationalen Meisterschaft, der Weltmeisterschaft in Wien. Es wurde dort ein Zehnkampf ausgetragen und er belegte mit 800,5 kg hinter seinem Landsmann Josef Steinbach, der 852 kg erzielte, den 2. Platz.
1908 wurde Josef Grafl in Wien erstmals Weltmeister im Schwergewicht. Ausgetragen wurde dabei ein Siebenkampf, in dem er 645 kg erzielte. Bei der Weltmeisterschaft 1909, die wieder in Wien stattfand, schlug er in einem Fünfkampf mit 583,1 kg Karl Swoboda, der 533,4 kg erzielte und Berthold Tandler, der 525,4 kg erreichte. Alle drei Athleten kamen aus Wien, woraus schon zu ersehen ist, dass die Elite der Gewichtheber in den Jahren vor dem Ersten Weltkrieg hauptsächlich aus Österreich kam. Lediglich die deutschen Gewichtheber vermochten den Österreichern ab und zu Paroli bieten. Gehoben wurde mit Rundhanteln, Scheibenhanteln wurden erst später verwendet.
Im Jahre 1910 war Josef Grafl gleich bei zwei Weltmeisterschaften erfolgreich. In Düsseldorf siegte er in einem Vierkampf mit 460 kg vor dem Deutschen Heinrich Rondi und in Wien siegte er in einem Sechskampf mit 753,5 kg vor Karl Swoboda und Berthold Tandler.
Auch im Jahre 1911 nahm Josef Grafl an zwei Weltmeisterschaften teil. In Stuttgart siegte er mit 471,5 kg vor Heinrich Rondi und Heinrich Schneidereit. In Wien musste er sich aber in einem Vierkampf mit 474 kg seinem Landsmann Karl Swoboda, der 476,5 kg erzielte geschlagen geben.
Im Jahre 1913 wurde Josef Grafl in Wien in einem Vierkampf mit 442,5 kg letztmals Weltmeister. Er gewann dort vor Berthold Tandler und Jan Krause aus Russland.
An Olympischen Spielen nahm Josef Grafl nie teil. Bei den Olympischen Zwischenspielen 1906 in Athen vertrat Josef Steinbach die Farben Österreichs und bei den Olympischen Spielen 1908 und 1912 fanden keine Wettkämpfe im Gewichtheben statt.
Josef Grafl, der in Wien Gastwirt war, starb 1915 an einem Herzstillstand.

## Internationale Erfolge
(WM = Weltmeisterschaft, EM = Europameisterschaft, S = Schwergewicht)
- 1904, 2. Platz, WM in Wien, 10-Kampf, S, mit 800,5 kg, hinter Josef Steinbach, Österreich, 852 kg u. vor Johann Staudinger, Österreich, 782,5 kg;
- 1907, 1. Platz, EM in Wien, 3-Kampf, S, mit 380,5 kg;
- 1908, 1. Platz, WM in Wien, 7-Kampf, S, mit 645 kg, vor Berthold Tandler, Österreich, 631 kg u. Edmund Danzer, Österreich, 587 kg;
- 1909, 1. Platz, EM in Malmö, 5-Kampf, S, mit 528,5 kg;
- 1909, 1. Platz, WM in Wien, 5-Kampf, S, mit 583,1 kg, vor Karl Swoboda, Österreich, 533,4 kg u. Berthold Tandler, 525,4 kg;
- 1910, 1. Platz, WM in Düsseldorf, 4-Kampf, S, mit 460 kg, vor Heinrich Rondi, Deutschland und Berthold Tandler;
- 1910, 1. Platz, WM in Wien, 6-Kampf, S, mit 753,5 kg, vor Karl Swoboda, 723 kg u. Berthold Tandler, 685 kg;
- 1911, 1. Platz, WM in Stuttgart, 4-Kampf, S, mit 471,5 kg vor Heinrich Rondi und Heinrich Schneidereit, bde. Deutschland;
- 1911, 2. Platz, EM in Budapest, 3-Kampf, S, mit 310 kg hinter Berthold Tandler;
- 1911, 2. Platz, WM in Wien, 4-Kampf, S, mit 464 kg, hinter Karl Swoboda, 476,5 kg u. vor Berthold Tandler, 420,8 kg;
- 1913, 1. Platz, WM in Breslau, 4-Kampf, mit 442,5 kg, vor Berthold Tandler, 442,5 kg u. Jan Krause, Russland